# 근황군 (신성 로마 제국)

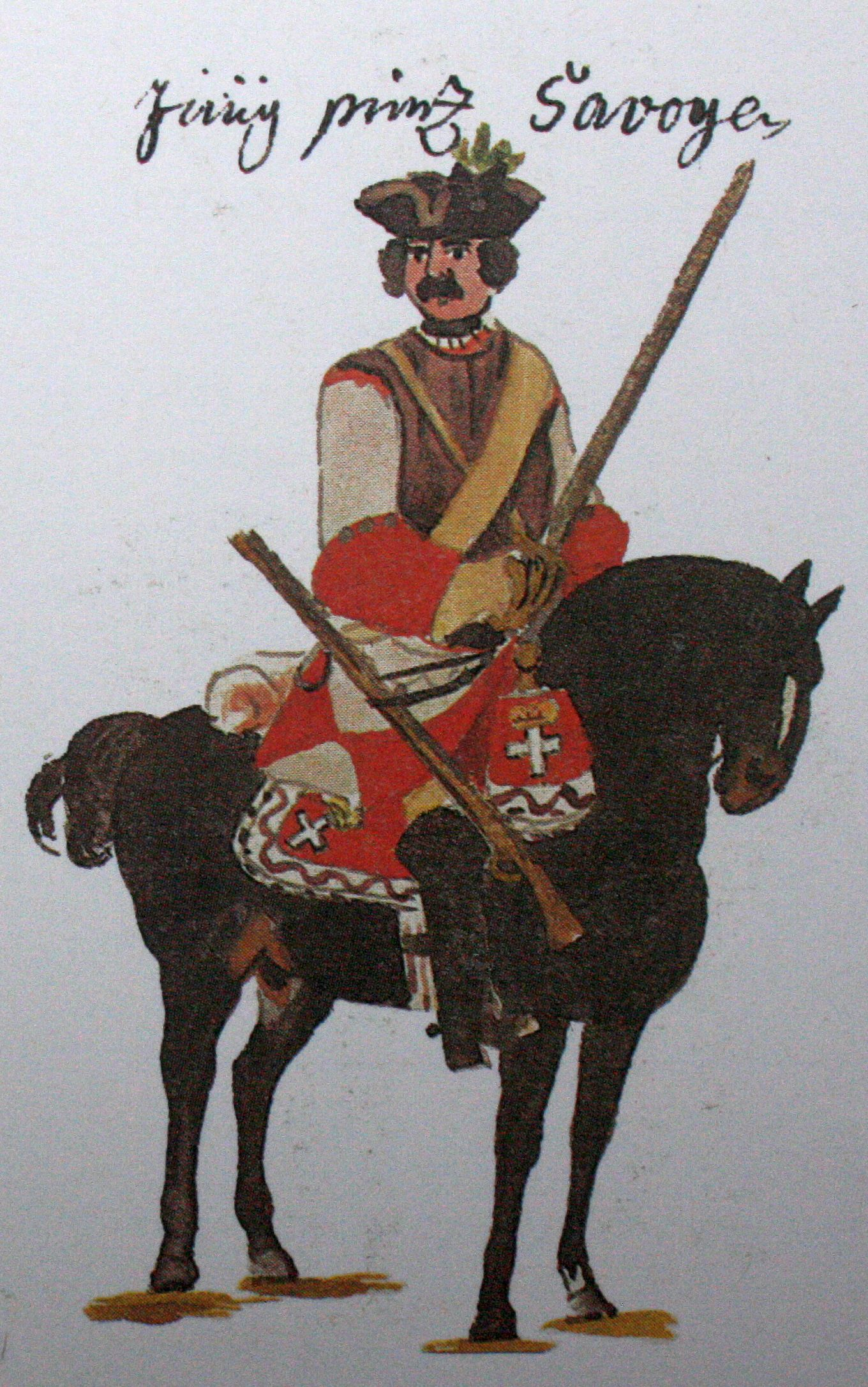
폴란드 왕위 계승 전쟁 당시 근황군 기병.

근황군(독일어: Kaiserliche Armee 카이저리헤 아르메[*]) 또는 근황병(독일어: Kaiserliche Truppen 카이저리헤 트루펜[*]) 근황당(독일어: Kaiserliche)은 근세 시대에 신성로마황제가 운용한 군대 또는 그 군대의 병사들이다. 신성로마제국의 국군인 제국군(독일어: Reichsarmee 라이히스아르메[*])과는 다르다. 제국군은 제국의회의 동의가 결의되어야 소집, 동원될 수 있었다. 반면 근황군은 황제가 마음대로 운용할 수 있는 상비군이었다. 근세의 신성로마황제는 거의 모두 합스부르크조였기 때문에, 근황군이라 하면 보통 합스부르크군이라고 할 수 있다. 18세기에 들면 근황군을 "오스트리아군"이라고 부르는 경우도 늘어나는데, 영방국가의 하나인 오스트리아 대공국에서만 소집된 것이 아니고 신성로마제국 전역에서 병사들이 징병되었다.

## 같이 보기
- 제국군 (신성 로마 제국)
- 오스트리아-헝가리 육군